# Korać-Cup 1983/84
Die Saison 1983/84 war die 13. Spielzeit des Korać-Cup, der von der FIBA Europa ausgetragen wurde.
Den Titel gewann Élan Béarnais Orthez aus Frankreich.

## Modus
Es nahmen 26 Mannschaften aus 14 Nationen teil. Nach der Qualifikationsrunde spielten 22 Teams eine Ausscheidungsrunde. Die Gewinner dieser Spiele qualifizierten sich für die Gruppenphase, die aus vier Gruppen mit je vier Teams bestand. Der Erstplatzierte jeder Gruppe erreichte das Halbfinale, gefolgt vom Finale.
Die Sieger der Spielpaarungen in der Qualifikationsrunde, der 1. Runde und im Halbfinale wurden in Hin- und Rückspiel ermittelt. Das Finale wurde in einem Spiel an einem neutralen Ort ausgetragen.

## 1. Runde (Qualifikation)
|                          | Gesamt  |                              | Hinspiel | Rückspiel |
| ------------------------ | ------- | ---------------------------- | -------- | --------- |
| BC Giants Osnabrück      | 187:158 | Iraklis Thessaloniki         | 90:63    | 87:95     |
| AEK Athen                | 220:153 | AS Soleuvre                  | 114:72   | 106:81    |
| Csepel SC Budapest       | 167:194 | Eczacıbaşı SK Istanbul       | 90:95    | 77:99     |
| Spartak Plewen           | 164:158 | Beşiktaş JK Istanbul         | 99:80    | 65:78     |
| Indesit Juventus Caserta | 245:142 | Sonex Team Falkirk Edinburgh | 138:62   | 107:80    |

## Teilnehmer
| Teilnehmer     | Teilnehmer | Teilnehmer              | Teilnehmer             | Teilnehmer               | Teilnehmer                |
| Land           | Anzahl     | Mannschaften            | Mannschaften           | Mannschaften             | Mannschaften              |
| -------------- | ---------- | ----------------------- | ---------------------- | ------------------------ | ------------------------- |
| Belgien        | 4          | BBC Top Tours Aarschot  | Standard Lüttich BC    | RBC Verviers-Pepinster   | Assubel Mariembourg       |
| Italien        | 4          | Pallacanestro Trieste   | Carrera Venezia Mestre | Indesit Juventus Caserta | Star Pallacanestro Varese |
| Jugoslawien    | 4          | KK Partizan Belgrad     | KK Roter Stern Belgrad | KK Šibenka Šibenik       | KK Zadar                  |
| Frankreich     | 4          | Élan Béarnais Orthez    | Olympique d’Antibes    | Tours BC                 | SC Moderne Le Mans        |
| Griechenland   | 2          | AEK Athen               | PAOK Thessaloniki      |                          |                           |
| Israel         | 2          | Hapoel Ramat Gan        | Maccabi Ramat Gan      |                          |                           |
| Bulgarien      | 1          | Spartak Plewen          |                        |                          |                           |
| BR Deutschland | 1          | BC Giants Osnabrück     |                        |                          |                           |
| England        | 1          | Sutton & Crystal Palace |                        |                          |                           |
| Rumänien       | 1          | Rapid Bukarest          |                        |                          |                           |
| Spanien        | 1          | CB CAI Saragossa        |                        |                          |                           |
| Türkei         | 1          | Eczacıbaşı SK Istanbul  |                        |                          |                           |
| Zypern         | 1          | Keravnos Strovolou      |                        |                          |                           |

## 2. Runde
|                        | Gesamt  |                           | Hinspiel | Rückspiel |
| ---------------------- | ------- | ------------------------- | -------- | --------- |
| BC Giants Osnabrück    | 136:159 | Sutton & Crystal Palaca   | 76:101   | 60:58     |
| AEK Athen              | 144:158 | Élan Béarnais Orthez      | 83:77    | 61:81     |
| Eczacıbaşı SK Istanbul | 155:151 | KK Partizan Belgrad       | 93:72    | 62:79     |
| Assubel Mariembourg    | 151:189 | Olympique d’Antibes       | 82:83    | 69:76     |
| Spartak Plewen         | 136:158 | Bic Pallacanestro Trieste | 71:74    | 65:83     |
| RBC Verviers-Pepinster | 162:184 | KK Roter Stern Belgrad    | 89:95    | 73:89     |
| KK Zadar               | 199:159 | Standard Lüttich BC       | 104:81   | 95:78     |
| BBC Top Tours Aarschot | 184:187 | PAOK Thessaloniki         | 87:74    | 97:113    |
| Hapoel Ramat Gan       | 169:180 | Indesit Juventus Caserta  | 103:72   | 66:108    |
| Rapid Bukarest         | 145:171 | Maccabi Ramat Gan         | 71:79    | 74:92     |
| Keravnos Strovolou     | 111:214 | Carrera Venezia Mestre    | 48:108   | 63:106    |

- Außerdem für die Gruppenphase qualifiziert durch Freilos:  KK Šibenka Šibenik,  Star Pallacanestro Varese,  SC Moderne Le Mans
- Qualifiziert durch Rückzug des Gegners in Runde 2:  Tours BC,  CB CAI Saragossa

## Gruppenphase

### Gruppe A
| Team                       | Sp | S | N | P+  | P-  |
| -------------------------- | -- | - | - | --- | --- |
| 1. Olympique d’Antibes     | 6  | 5 | 1 | 466 | 452 |
| 2. Maccabi Ramat Gan       | 6  | 4 | 2 | 502 | 498 |
| 3. Carrera Venezia Mestre  | 6  | 3 | 3 | 497 | 482 |
| 4. Sutton & Crystal Palace | 6  | 0 | 6 | 444 | 477 |

### Gruppe B
| Team                         | Sp | S | N | P+  | P-  |
| ---------------------------- | -- | - | - | --- | --- |
| 1. CB CAI Saragossa          | 6  | 6 | 0 | 574 | 474 |
| 2. Tours BC                  | 6  | 3 | 3 | 504 | 511 |
| 3. Bic Pallacanestro Trieste | 6  | 2 | 4 | 444 | 473 |
| 4. KK Šibenka Šibenik        | 6  | 1 | 5 | 493 | 557 |

### Gruppe C
| Team                         | Sp | S | N | P+  | P-  |
| ---------------------------- | -- | - | - | --- | --- |
| 1. Élan Béarnais Orthez      | 6  | 4 | 2 | 503 | 481 |
| 2. KK Zadar                  | 6  | 4 | 2 | 541 | 524 |
| 3. Star Pallacanestro Varese | 6  | 2 | 4 | 524 | 527 |
| 4. PAOK Thessaloniki         | 6  | 2 | 4 | 449 | 485 |

### Gruppe D
| Team                        | Sp | S | N | P+  | P-  |
| --------------------------- | -- | - | - | --- | --- |
| 1. KK Roter Stern Belgrad   | 6  | 5 | 1 | 553 | 527 |
| 2. SC Moderne Le Mans       | 6  | 3 | 3 | 530 | 532 |
| 3. Eczacıbaşı SK Istanbul   | 6  | 2 | 4 | 530 | 546 |
| 4. Indesit Juventus Caserta | 6  | 2 | 4 | 524 | 532 |

## Halbfinale
|                      | Gesamt  |                            | Hinspiel | Rückspiel |
| -------------------- | ------- | -------------------------- | -------- | --------- |
| Élan Béarnais Orthez | 144:139 | Olympique d’Antibes Basket | 75:68    | 69:71     |
| Roter Stern Belgrad  | 217:208 | CB CAI Saragossa           | 130:100  | 87:108    |

## Finale
Das Endspiel fand in Paris statt.
|                      | Ergebnis |                        |
| -------------------- | -------- | ---------------------- |
| Élan Béarnais Orthez | 97:73    | KK Roter Stern Belgrad |

- Final-Topscorer:  John McCullough (Élan Béarnais Orthez): 29 Punkte